# 椎名へきる みたいラジオ
『日本ナレーション演技研究所 presents 椎名へきる みたいラジオ』（にほんなれーしょんえんぎけんきゅうじょ ぷれぜんつ しいなへきるみたいラジオ）はエフエム東京（TOKYO FM）で放送されていた番組。CM自体の放送はないが、スポンサーは日本ナレーション演技研究所。パーソナリティは椎名へきる。
TOKYO FMにおいて、G1グルーパーから続く椎名へきるの冠番組で、2006年10月1日から2020年6月28日まで、時間帯変更しつつ約14年間(全715回)放送された。この番組終了に伴いTOKYO FMにおける番組は23年の歴史を終えたが、翌週7月4日よりスマートフォン向けアプリのJFN PARK→AuDee（オーディー）に移り音声コンテンツの一つとして「椎名へきるのへきるパークへようこそ!!」を配信している。

## 放送時間
- 2006年10月〜2007年3月　毎週日曜日24:30〜25:00
- 2007年4月〜2010年3月　毎週金曜日28:30〜29:00（茂木淳一のバーチカル・ドロップ終了と共に30分番組の連続枠に変更になった際にこの時間に枠移動。放送内容も大幅に変更された）
- 2010年4月〜2012年9月　毎週土曜日28:30〜29:00（曜日変更。3年半ぶりに「PRECIOUS GARDEN」の放送時刻に戻ってくることになった）
- 2012年10月〜2020年6月　毎週土曜日28:00〜28:30（時間変更、30分繰上げ）

## 内容
オープニング椎名自身の身の回りにあった出来事から話を膨らます。BGMは、映画『フォー・ルームス』のサントラからCombustible Edisonの「Vertigogo」。
提供クレジット始めのクレジット。オープニングとの間に曲をはさむ
前半「○○特集」特に名前は決まっていないが、何かしらの特集をしている。何かを食べたり、さわったりしている。また不定期にゲストを呼ぶこともある。なお、インタビューコーナー「○○にきいてみたい!」の時は後半も話を聞くため、「へきおた」は休止。代わりに数週間後に「へきおた特集」として全編がメッセージ紹介コーナーとなる。
後半「へきおた」曲を挟んでのコーナー。いわゆる「ふつおた」を読む。メールの他に近年減りつつあるハガキを受け付けている番組である。
エンディング＆「今週の椎名のみ・た・い」＆提クレ再び曲を挟んで、椎名自身の曲を流す。エンディングでは自身もメルマガを配信している「MUSIC VILLAGE」の宣伝と、宛先(ハガキ・メール)を読み上げと締めのクレジット。提クレ前は「○○してみたい!」としめている。また、「PRECIOUS GARDEN」の時と同じく早朝の時間帯のため、「お車を運転の方は安全運転でお願いします」というフレーズも必ず付け加える。

## そのほかの出演者

### スタッフ
- 石川 - 番組ディレクター。椎名の出演番組の多くに関わっている人物。音楽趣味が椎名と合うらしく、「LOUD PARK」特集などに頻繁に登場している。
- 小笹（おざっち） - 構成作家。1979年生まれ、鳥取県出身。第235回放送分（2011年4月16日）まで担当。番組前半の特集コーナーでは進行役を兼ねる。
- 番井奈歩（番ちゃん） - 構成作家。第236回放送分（2011年4月23日）から担当。JFNで放送されている「SUNDAY FLICKERS」のアシスタントを務めていた。

### ゲスト
- 第14回（2007年1月7日） - たかのてるこ ※前身番組「椎名へきる PRECIOUS GARDEN」にもゲスト出演
- 第28回（2007年4月20日） - わたなべひろし
- 第29回（2007年4月27日） - 岩本晃市郎（月刊誌『ストレンジ・デイズ』編集長）
- 第43回（2007年8月3日） - 瞬火（陰陽座）
- 第49回（2007年9月14日） - 高木渉
- 第56回（2007年11月2日） - access
- 第60回（2007年11月30日） - 宮城マリオ
- 第72回（2008年2月22日） - 平野悠（ロフト創始者）
- 第80回（2008年4月18日） - やきそばかおる
- 第87回（2008年6月6日） - パー&ナー
- 第96回（2008年8月8日） - 西尾祐里（キャンドルアーティスト）
- 第100回（2008年9月5日） - 杉田智和
- 第105回（2008年10月10日） - わたなべひろし
- 第129回（2009年3月27日） - 柴田悠哉（コンサートプロモーター）
- 第133回（2009年4月24日） - 富沢祥也
- 第139回（2009年6月5日） - 江藤天音（シンガーソングドクター）
- 第144回（2009年7月10日） - 柴田悠哉 ※LOUD PARK特集
- 第147回（2009年7月31日） - 山田玲子（ブンケン・ロック・サイド経営）
- 第156回（2009年10月2日） - 松風雅也
- 第157回（2009年10月9日） - 柴田悠哉 ※LOUD PARK特集
- 第158回（2009年10月16日） - 森川智之
- 第168回（2009年12月25日） - 平沼久奈（写真家）
- 第173回（2010年1月29日） - 井上洋一（東京国立博物館） ※ロケ収録
- 第182回（2010年4月3日） - ノゾミ（Little Non）
- 第189回（2010年5月22日） - 森一幸（オリンパス）
- 第196回（2010年7月10日） - クロ戌（タロット占い師）
- 第204回・205回（2010年9月4日・11日） - 遠藤正明（JAM Project） ※2週連続で出演
- 第222回（2011年1月8日） - 下田麻美
- 第232回（2011年3月19日） - 美郷あき ※東日本大震災前の3月9日に収録
- 第234回（2011年4月9日） - 長谷川明子
- 第251回（2011年8月6日） - ワカバ
- 第252回（2011年8月13日） - 米倉千尋
- 第254回（2011年8月27日） - トシ子（造花アーティスト）
- 第257回（2011年9月17日） - 長谷川明子
- 第259回（2011年10月1日） - きただにひろし
- 第296回（2012年6月16日） - ふなつ一輝
- 第317回（2012年11月10日） - 春風亭一之輔
- 第331回（2013年2月16日） - 坂本千夏
- 第359回（2013年8月31日） - 結名美月、相内沙英、小林美晴、千本木彩花
- 第365回（2013年10月12日） - 山本麻子
- 第371回（2013年11月23日） - 緒方恵美
- 第375回（2013年12月21日） - 森井ケンシロウ
- 第384回（2014年2月22日） - 佐藤聡美
- 第397回（2014年4月26日） - 小出真朱
- 第400回（2014年6月14日） - 保志総一朗
- 第418回（2014年10月18日） - ふなつ一輝
- 第419回（2014年10月25日） - 佐藤聡美
- 第463回（2015年8月30日） - 豊永利行
- 第486回（2016年2月7日） - 関智一
- 第502回（2016年5月29日） - 岸野幸正
- 第505回（2016年6月19日） - 山口勝平
- 第514回（2016年8月21日） - 田中精
- 第519回（2016年9月25日） - 岸野幸正
- 第575回（2017年10月22日） - 春風亭一之輔
- 第616回（2018年08月05日） - 岩瀬敬吾

## 備考
メルマガみたいな
放送日の土曜日昼ごろと放送後の日曜日昼ごろの週2回配信されるMUSIC VILLAGEのメルマガサービスのひとつで、椎名の近況と番組の大まかな情報が書いてある。また、リスナーに意見を募集しており、これは「へきおた」で紹介される。2010年7月31日までは週1回だったが、2010年8月7日より、放送200回記念で週2回となった。
公開録音
リスナーから要望の強かった公開録音は、2013年7月に苗場プリンスホテルで催されたファンクラブイベント内で実現し、その模様の一部が直後の第353回放送分（2013年7月20日）で使用された。